# Pachyneuron validum
Pachyneuron validum är en stekelart som beskrevs av James Waterston 1923. Pachyneuron validum ingår i släktet Pachyneuron och familjen puppglanssteklar. Inga underarter finns listade i Catalogue of Life.